# スタッド・ドゥ・ムストワ
スタッド・ドゥ・ムストワ（Stade du Moustoir）は、フランス・ロリアンにあるサッカー専用スタジアム。FCロリアンのホームスタジアムである。

## 概要
このスタジアムの前身であるパルク・デ・スポーツ（Parch des Sports）は、1920年からロリアン地域周辺の住民が使用する運動公園として存在しており、1936年にはツール・ド・フランス第4ステージのゴール地点にもなった。第二次世界大戦の戦火ではドイツ軍の弾薬や武器を保管する倉庫として使用されていた。
1959年7月、ロリアン自治体の協力もあってパルク・デ・スポーツ跡地にサッカー専用スタジアムが建設され、面していた通りの名前から取ったスタッド・ドゥ・ムストワ（Stade du Moustoir）と呼ばれていたが、1993年9月に開催されたロリアン市議会にて、3ヶ月前に死去したロリアンの元市長であるイヴ・アランマを偲んでスタッド・イヴ・アランマ（Stade Yves Allainmat）をもう一つのスタジアム名として使用することを決定した。
2020年12月、リーグ・アンのFCロリアン対スタッド・レンヌの試合終了後に芝生を修復するために使用していた重さ数百キロの照明がバランスを崩して倒れ、40代の庭師の男性が下敷きになって死亡するという死亡事故が発生した。
2022年9月、ロリアンの新たな市長に就任したファブリス・ロアーの下スタジアムの改修工事を行うことが発表され、2023-24シーズン開幕前に竣工する計画となった。

## 開催された主なイベント
- ロリアン国際ケルトフェスティバル（フランス語版）（1993年から毎年開催）
- スーパートランプによるコンサート（1983年）

## ギャラリー

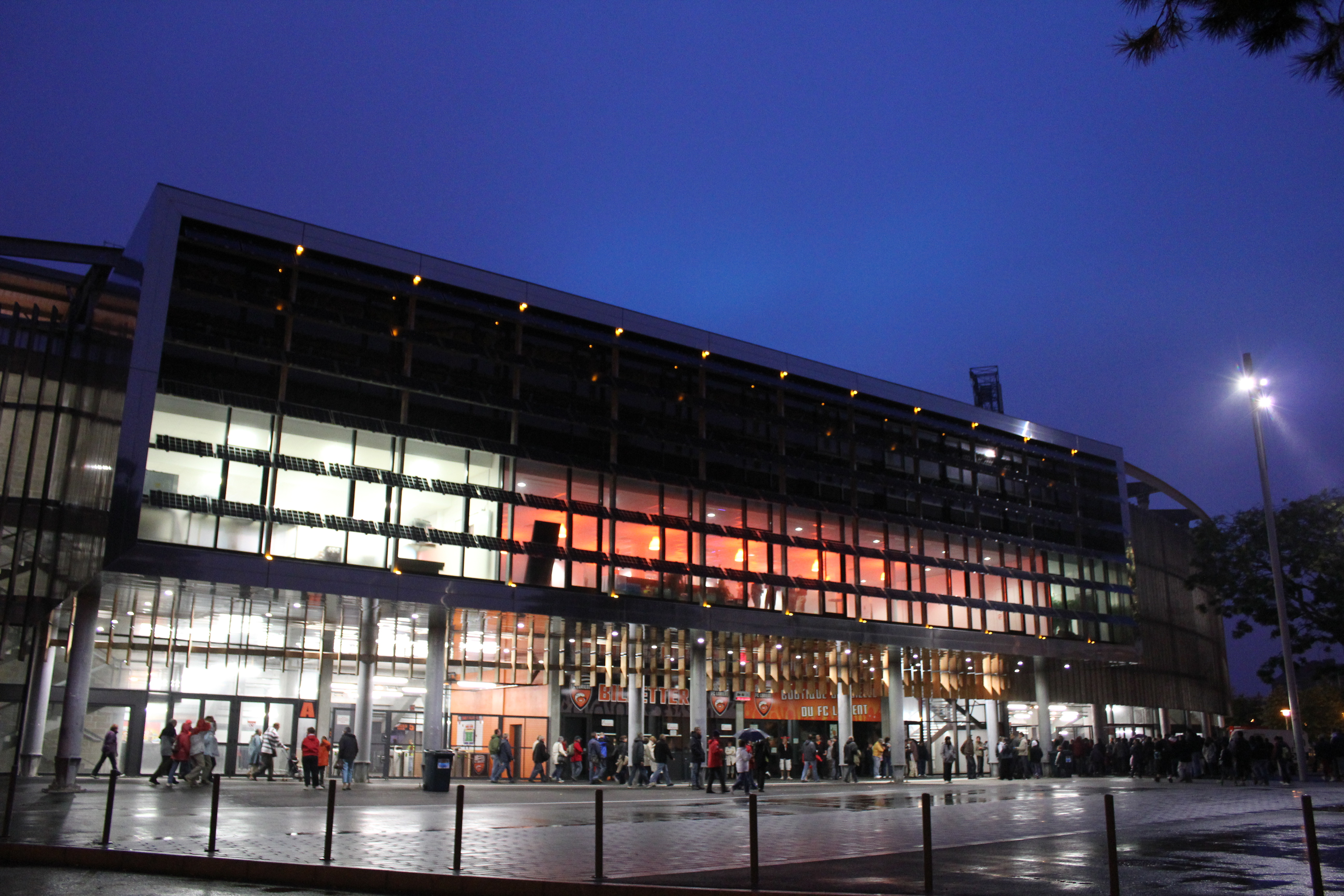
正門入口
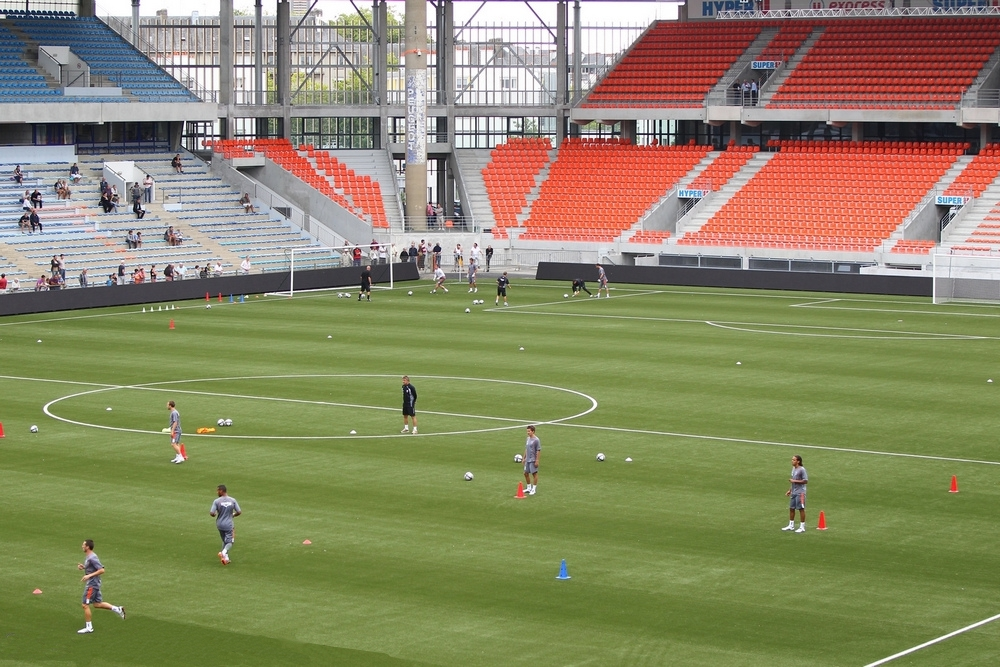
ピッチ
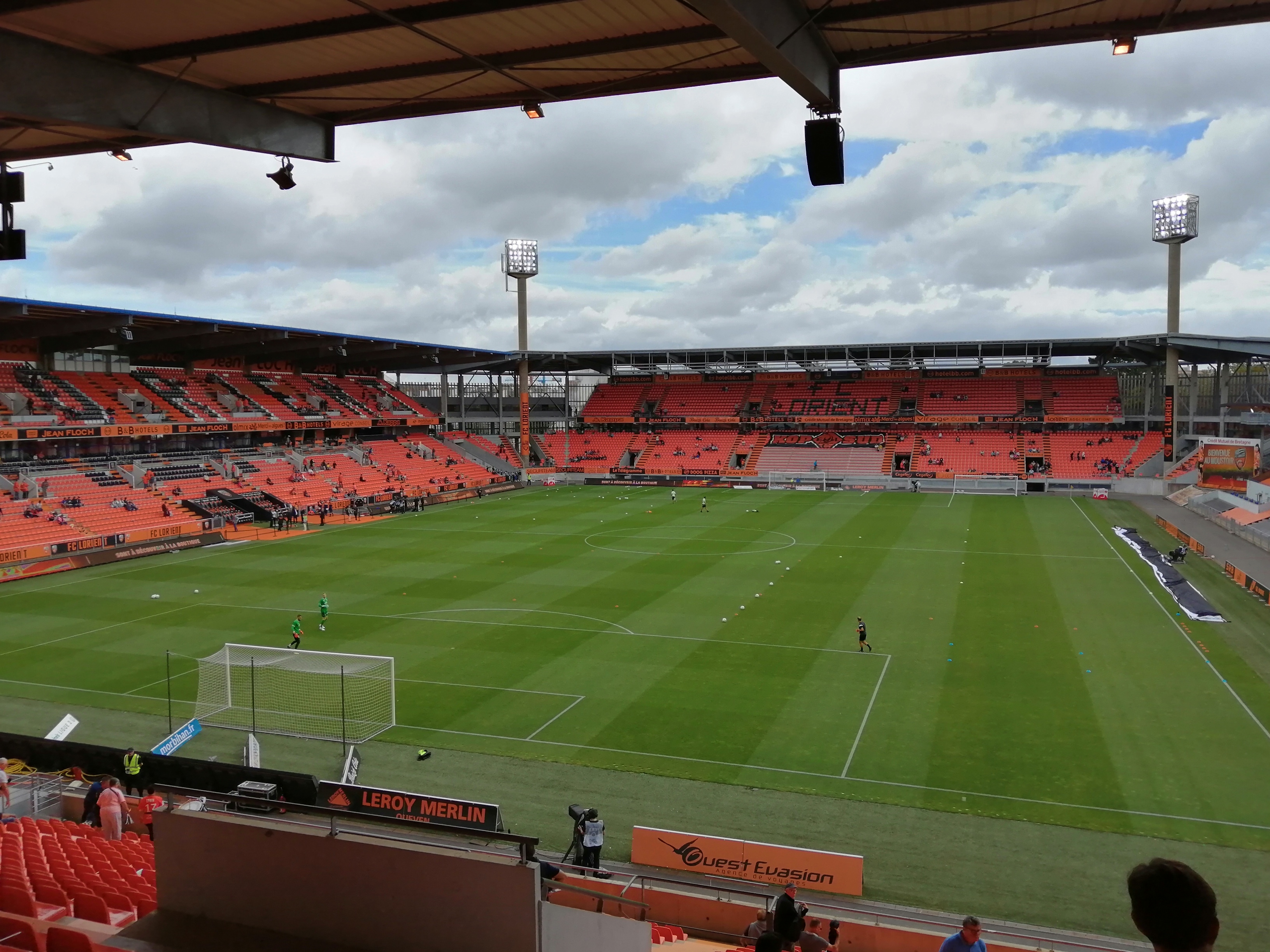
ピッチ全体